# ホルスト・スコッフ
ホルスト・スコッフ（Horst Skoff, 1968年8月22日 - 2008年6月7日）は、オーストリア・クラーゲンフルト出身の元男子プロテニス選手。1980年代後半から1990年代前半にかけてオーストリアの男子テニス界をリードした選手の1人だった。男子テニス国別対抗戦・デビスカップのオーストリア代表選手として、1990年にチーム最高成績の「ワールドグループ」準決勝進出に貢献したが、4大大会の男子シングルスでは2回戦止まりに終わった。自己最高ランキングはシングルス18位、ダブルス70位。ATPツアーでシングルス4勝、ダブルス2勝を挙げた。
スコッフは6歳からテニスを始め、1984年に「オレンジボウル選手権」（ジュニアテニス選手の登龍門と言われる大会）の16歳以下の部で優勝し、1985年からプロ選手になった。1986年からデビスカップのオーストリア代表選手に選ばれ、トーマス・ムスターらとともに当地のトップ選手として活動を始める。スコッフが代表入りする前、オーストリアはデビスカップ「ヨーロッパ・ゾーン」準決勝止まりのレベルだったが、彼が代表になった年に初めてゾーンの決勝戦に進んだ。1986年・1987年はヨーロッパ・ゾーン決勝で敗れたものの、1988年の欧州ゾーン決勝でイギリスを5戦全勝で破り、オーストリアは初めて世界最上位16ヶ国による「ワールドグループ」昇格を決めた。1989年のデビスカップ・ワールドグループで、オーストリアは1回戦でオーストラリアを5戦全勝で破り、スウェーデンとの準々決勝まで進んだ。スウェーデンには2勝3敗で敗れたが、スコッフがシングルス第2試合でマッツ・ビランデルを 6-7, 7-6, 1-6, 6-4, 9-7 のスコアで倒した。当時のビランデルの調子が下降線にあったとはいえ、前年度の1988年に世界ランキング1位の座についた王者に競り勝ったことで、スコッフはオーストリア代表選手としての評価をさらに高めた。
ホルスト・スコッフの選手経歴のハイライトは、1990年のデビスカップ・ワールドグループ準決勝進出であった。オーストリアは1回戦でスペインに3勝2敗、準々決勝でイタリアに5戦全勝で勝ち、準決勝でアメリカと対戦した。エースのトーマス・ムスターがシングルス第1試合・第4試合を取るが、スコッフはシングルス第2試合でアンドレ・アガシに敗れた。2勝2敗で迎えた最終第5試合は、スコッフとマイケル・チャンの顔合わせになる。この試合をスコッフが 6-3, 7-6, 4-6, 4-6, 3-6 の逆転で落としたため、オーストリア・チームは初の決勝進出を逃してしまった。 翌1991年のデビスカップでは、オーストリアは1回戦でチェコスロバキアに1勝3敗で敗れた後、グループ残留をかけた「ワールドグループ・プレーオフ」でもイギリスに1勝3敗で敗れ、ヨーロッパ・ゾーンに転落した。スコッフは1994年のデビスカップを最後に、オーストリア代表選手から退いた。
団体戦のデビスカップで華麗な活躍を見せたスコッフだが、4大大会では好成績がほとんどなく、男子シングルスでは2回戦止まりの成績だった。彼はオリンピックのオーストリア代表選手としても、1988年ソウル五輪と1992年バルセロナ五輪の2度出場を果たしている。ATPツアー大会ではシングルス4勝・ダブルス2勝を挙げたが、1993年7月にスイス・バスタッド大会の決勝でロナルド・アジェノール（ハイチ）を 7-5, 1-6, 6-0 で破った優勝が、スコッフの最後の勝利になった。彼の競技記録は1999年8月まで残っている。
引退後は故郷のクラーゲンフルトでテニス・アカデミーを経営したが、2008年6月7日に心臓発作のためドイツ・ハンブルクの病院で死去した。39歳没。